# Ortholexis
Ortholexis is een Afrotropisch geslacht van vlinders in de onderfamilie van de Katreinae van de familie van de dikkopjes (Hesperiidae). Dit geslacht is voor het eerst wetenschappelijk beschreven door Ferdinand Karsch in een publicatie uit 1895.

## Soorten
- Ortholexis drucei (Evans, 1937).
- Ortholexis hollandi Druce, 1909.
- Ortholexis holocausta (Mabille, 1891).
- Ortholexis melichroptera Karsch, 1895.